# Blel Kadri
Pour les articles homonymes, voir Kadri.
Blel Kadri  est un coureur cycliste français né le 3 septembre 1986 à Bordeaux,  professionnel de 2009 à 2016 au sein de l'équipe AG2R La Mondiale. Il a notamment remporté une étape du Tour de France 2014.

## Biographie

### Jeunesse et carrière amateur
Né à Bordeaux, Blel Kadri a grandi à Toulouse dans une famille d’origine algérienne avec une mère qui a élevé seule Blel et ses trois frères. En 2002, en catégorie cadets, Blel Kadri est vice-champion de France et est élu Vélo d'or cadet par Vélo Magazine.
Il évolue ensuite en catégorie juniors, au club Villeneuve Cycliste. Il gagne dix courses, dont deux manches de la Coupe du monde UCI Juniors en 2004 : le Tour de Lorraine juniors et le Tour de Basse-Saxe juniors. Il termine troisième du classement individuel de cette Coupe du monde. Il est également vice-champion de France sur route juniors cette année-là, et troisième du contre-la-montre derrière Jérôme Coppel et Maxime Bouet. Il participe aux championnats du monde de 2004 à Vérone en Italie, et y prend la 70e place de la course en ligne juniors, durant laquelle il a figuré dans un groupe d'échappés.
En 2005, Blel Kadri passe en catégorie espoirs (moins de 23 ans) et rejoint le GSC Blagnac. Il remporte les championnats de Midi-Pyrénées en contre-la-montre et en course en ligne en catégorie élites. En 2006, il est champion de France universitaire. En 2007, il rejoint l'Albi Vélo Sport, où il est dirigé par Didier Jannel, qu'il retrouvera comme directeur sportif chez AG2R La Mondiale en 2010. Il gagne le Tour du Périgord et le Trophée des Bastides, courses élites du calendrier français, et prend la troisième place du championnat de France espoirs, derrière Jérôme Coppel et Guillaume Levarlet. Avec l'équipe de France espoirs, il prend part à des manches de la Coupe des Nations. Il se classe notamment 7e du Tour des régions italiennes. Il participe au championnat du monde espoirs de 2007. Il chute pendant le sprint final avec le Suisse Martin Kohler et le Norvégien Edvald Boasson Hagen, et se classe 71e.
Au cours de la saison 2008, Blel Kadri gagne une étape de la Ronde de l'Isard d'Ariège, et termine deuxième du classement général. De plus, il remporte une course comportant des coureurs professionnels, le Kreiz Breizh. Il participe à nouveau à la course en ligne espoirs des championnats du monde à Varèse en Italie

### Carrière professionnelle

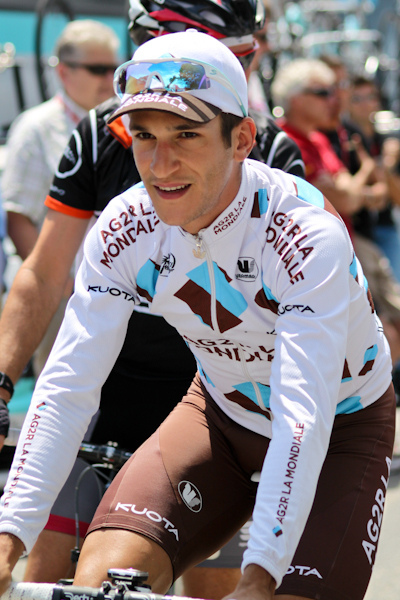
Blel Kadri lors du Critérium du Dauphiné 2011

En 2009, il rejoint l'équipe française Ag2r La Mondiale, équipe où il évoluait déjà en 2008 en tant que stagiaire. Durant cette saison, il est troisième du Grand Prix de Plumelec-Morbihan et septième du Trophée des grimpeurs. En 2010, il gagne une étape de la Route du Sud, dont il prend la septième place finale, et participe à son premier grand tour, le Tour d'Espagne. Il y est cinquième de la 9e étape.
Au début de l'année 2011, Blel Kadri obtient plusieurs places d'honneur lors de courses par étapes : 8e du Tour Down Under, 15e de Paris-Nice, 10e du Tour de Catalogne,, 2e du Circuit de la Sarthe, 4e du Tour de Bavière. En avril, il participe aux classiques ardennaises, et est le mieux classé de son équipe lors de l'Amstel Gold Race (32e) et de Liège-Bastogne-Liège (39e). En juillet, il participe à son premier Tour de France. Il figure dans des groupes d'échappés lors des 4e et 12e étapes, et franchit ainsi le col du Tourmalet en troisième position. Il termine à la 117e place de ce Tour. En fin de saison, il est sélectionné en équipe de France pour les championnats du monde, au Danemark. Il prend part à la course en ligne, qu'il ne termine pas.
Il chute lors de la cinquième étape de Paris-Nice en mars 2012. Cette chute provoque son abandon et lui cause une fracture à l'omoplate ainsi qu'au rocher.
L'année suivante, Kadri remporte la première édition de la Roma Maxima, une course qui remplace le Tour du Latium.
Il porte le maillot à pois de meilleur grimpeur à l'issue de la 7e étape du Tour de France 2013.
Il gagne la 8e étape du Tour de France 2014 en solitaire à Gérardmer-La Mauselaine et endosse le maillot à pois de meilleur grimpeur. Lors de la 18e étape, il est le premier à franchir le col du Tourmalet. D'abord présélectionné pour la course en ligne des championnats du monde, il ne figure pas dans la sélection finale.
En 2015, il chute en février lors du Tour d'Andalousie et est atteint de quatre fractures de côtes et d'un hémothorax. Il est absent jusqu'à la Flèche brabançonne au milieu du mois d'avril.
À l'issue de la saison 2016, son contrat n'est pas renouvelé par Ag2r La Mondiale.

### Reconversion
Après sa carrière cycliste, Blel Kadri travaille chez Decathlon, au rayon cyclisme.

## Palmarès

### Palmarès amateur
| - 2002 - 2e du championnat de France sur route cadets - 2003 - Champion de Midi-Pyrénées du contre-la-montre juniors - 2004 - Champion de Midi-Pyrénées sur route juniors - Tour du Canton de Montguyon - Tour de Lorraine juniors - Tour de Basse-Saxe juniors - 2e du championnat de France sur route juniors - 2e du Grand Prix des Nations juniors - 3e de la Coupe du monde UCI Juniors - 3e du championnat de France du contre-la-montre juniors - 2005 - Champion de Midi-Pyrénées sur route - Champion de Midi-Pyrénées du contre-la-montre - Ronde et Boucles Gersoises - 2006 - Champion de France universitaire sur route - Tour du Lot-et-Garonne | - 2007 - Trophée des Bastides - 5e étape du Tour de Thuringe - Primevère Montoise - Tour du Périgord - 2e du Tour du Canton du Pays Dunois - 3e du Grand Prix d'ouverture Pierre-Pinel - 3e du championnat de France sur route espoirs - 2008 - Grand Prix d'Ouverture d'Albi - 2e étape de la Ronde de l'Isard - Kreiz Breizh : - Classement général - 4e étape - 2e de la Classique de Sauveterre - 2e de la Ronde de l'Isard - 3e du championnat de Midi-Pyrénées sur route - 3e du championnat de France sur route amateurs |  |

### Palmarès professionnel
| - 2009 - 3e du Grand Prix de Plumelec-Morbihan - 2010 - 2ea étape de la Route du Sud - 2011 - 2e du Circuit de la Sarthe - 8e du Tour Down Under - 10e du Tour de Catalogne, | - 2013 - Roma Maxima - 2014 - 8e étape du Tour de France |  |

### Résultats sur les grands tours

#### Tour de France
4 participations
- 2011 : 117e
- 2012 : 89e
- 2013 : 125e
- 2014 : 84e, vainqueur de la 8e étape

#### Tour d'Espagne
3 participations
- 2010 : 82e
- 2012 : 169e
- 2015 : 150e

#### Tour d'Italie
1 participation
- 2016 : 147e

### Classements mondiaux
| Année                  | 2007 | 2008 | 2009 | 2010 | 2011 | 2012 | 2013 | 2014 | 2015 | 2016 |
| ---------------------- | ---- | ---- | ---- | ---- | ---- | ---- | ---- | ---- | ---- | ---- |
| Calendrier mondial UCI |      |      | nc   | 260e |      |      |      |      |      |      |
| UCI World Tour         |      |      |      |      | 115e | nc   | nc   | 112e | nc   | nc   |
| UCI Europe Tour        | 645e | 163e |      |      |      |      |      |      |      |      |

## Distinctions
- Vélo d'or Cadets : 2002
- Vélo d'or Espoirs : 2008